# Dollos lag
Dollos lag, även kallad Dollos princip är en hypotes som föreslogs av den franskfödde belgiska paleontologen Louis Dollo (1857-1931) år 1890. Dollos lag stipulerar att evolutionen inte är reversibel. Dollo formulerade lagen som (översatt): "En organism är oförmögen att återvända, även delvis, till ett tidigare stadium som genomgåtts av dess föregångare" . Enligt Dollos lag kan ett biologiskt organ eller annan biologisk struktur som förlorats under evolutionen inte återuppstå i en organism eller dess avkomma.
Detta förhindrar inte att organismer kan utveckla motsvarande funktioner eller organ genom anpassning av andra system.